# Smilax cocculoides
Smilax cocculoides là một loài thực vật có hoa trong họ Smilacaceae. Loài này được Warb. miêu tả khoa học đầu tiên năm 1900.